# Förintelsen i Estland

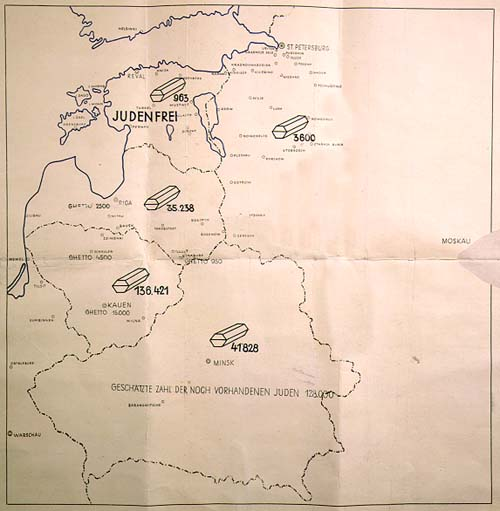
På den karta som bifogades Walter Stahleckers rapport från den 31 januari 1942 betecknas Estland som "judefritt".

Förintelsen i Estland avser nazisternas massmord på judar och romer i Estland under andra världskriget. Före kriget fanns det ungefär 4 300 judar i Estland. I samband med den sovjetiska ockupationen år 1940 deporterades cirka 10 procent av den judiska befolkningen till Sibirien. Omkring 75 procent av den judiska befolkningen i Estland flydde till Sovjetunionen, innan Operation Barbarossa inleddes i juni 1941. De kvarvarande judarna, mellan 950 och 1 000, mördades av Einsatzgruppe A, en mobil insatsstyrka, samt estniska kollaboratörer. Även Estlands romer utsattes för Nazitysklands förintelsepolitik. Vaivara var det största koncentrationslägret i Estland.